# Frank E. Guernsey

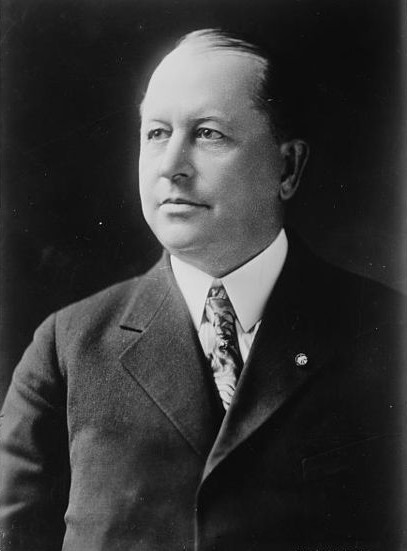
Frank E. Guernsey

Frank Edward Guernsey (* 15. Oktober 1866 in Dover, Piscataquis County, Maine; † 1. Januar 1927 in Boston, Massachusetts) war ein US-amerikanischer Politiker. Zwischen 1908 und 1917 vertrat er den Bundesstaat Maine im US-Repräsentantenhaus.

## Werdegang
Frank Guernsey besuchte die öffentlichen Schulen seiner Heimat. Anschließend absolvierte er noch weitere Schulen in Maine und New York. Nach einem Jurastudium und seiner im Jahr 1890 erfolgten Zulassung als Rechtsanwalt begann er in Dover in seinem neuen Beruf zu praktizieren. Zwischen 1890 und 1896 war er Kämmerer des Piscataquis County. Politisch schloss sich Guernsey der Republikanischen Partei an. Von 1897 bis 1899 war er Abgeordneter im Repräsentantenhaus von Maine; im Jahr 1903 saß er auch im Staatssenat. 1908 war er Delegierter zur Republican National Convention in Chicago, auf der William Howard Taft als Präsidentschaftskandidat nominiert wurde.
Nach dem Tod des Kongressabgeordneten Llewellyn Powers wurde Guernsey bei der fälligen Nachwahl im vierten Wahlbezirk von Maine als dessen Nachfolger in das US-Repräsentantenhaus in Washington, D.C. gewählt. Dort trat er am 3. November 1908 sein neues Mandat an. Nach drei Wiederwahlen konnte er bis zum 3. März 1917 im Kongress verbleiben. In dieser Zeit wurden dort der 16. und der 17. Verfassungszusatz beraten und verabschiedet.
Im Jahr 1916 verzichtete Frank Guernsey auf eine erneute Kandidatur für das Repräsentantenhaus. Stattdessen strebte er erfolglos die Nominierung seiner Partei für die Wahlen zum US-Senat an. In den folgenden Jahren war er Präsident der Piscataquis Savings Bank und Kurator der University of Maine. Außerdem arbeitete er wieder als Rechtsanwalt.